# Durfort-et-Saint-Martin-de-Sossenac
Durfort-et-Saint-Martin-de-Sossenac este o comună în departamentul Gard din sudul Franței. În 2009 avea o populație de 702 de locuitori.

## Evoluția populației
| An        | 1975 | 1982 | 1990 | 1999 | 2006 | 2009 |
| --------- | ---- | ---- | ---- | ---- | ---- | ---- |
| Populație | 410  | 388  | 492  | 595  | 645  | 702  |